# Bimex
Bicicletas de México, S.A. de C.V. fue una empresa mexicana especializada en la producción de bicicletas, bicicletas eléctricas y bicicletas de estática con sede central en la Ciudad de México, México fundada en el año 1951. La empresa también distribuía bicicletas de marcas extranjeras como Raleigh Industries Limited. En el año 1986, Grupo Carso adquirió la compañía tras pasar en una crisis financiera.[cita requerida] La empresa cerró sus puertas de manera permanente en el año 2021, luego de problemas financieros. [cita requerida]

## Historia
La compañía inicio sus operaciones en el año 1951, bajo con el nombre de BMS, además de distribuir las bicicletas de la marca estadounidense Raleigh Industries Limited siendo una de las marcas más antiguas en el mundo. Tras pasar de los años, Bimex empezaría a producir motocicletas de la marca japonesa Yamaha bajo licencia de Yamaha Motors Co. en Japón, iniciando con los modelos de AY6 en el año 1972. A inicios del  año 1986, la compañía fue adquirida por Grupo Carso. Debido a adeudos y problemas financieros, la compañía tuvo que cerrar sus puertas de manera definitiva en el año 2021.

## Modelos de Bicicletas
Bimex fabricaba y producía diferentes modelos de bicicletas y de diferentes tamaños tanto infantil y adulto, además de bicicletas de ejercicio y de deporte. Los modelos fueron:

### Bicicletas
- Adaggio
- Avenger
- Beach Lady Cruiser
- Beach Man Cruiser
- Burst of Fire
- City Retro Vintage
- Chooper
- Flip
- Light
- Princess
- Spike

### Bicicletas de Ejercicio
- Elliptical
- Recumbent
- Sport Legs

### Bicicletas Deportivas
- Marine

- Datos: Q66346131